# Isonoe (vệ tinh)
Isonoe /aɪˈsɒnoʊ.iː/, còn được gọi là Jupiter XXVI, là một vệ tinh dị hình của Sao Mộc chuyển động nghịch hành. Nó được phát hiện bởi một nhóm các nhà thiên văn học từ Đại học Hawaii do Scott S. Sheppard dẫn đầu vào năm 2000, và được đặt tên tạm thời là S/2000 J 6.
Isonoe có đường kính khoảng 4 km và quay quanh Sao Mộc ở khoảng cách trung bình là 23.833.000 km trong thời gian một chu kỳ là 688,61 ngày, ở độ nghiêng 166° so với mặt phẳng hoàng đạo (169° so với xích đạo Sao Mộc), chuyển động theo hướng nghịch hành với vật thể trung tâm và có độ lệch tâm 0,166.
Nó được đặt tên vào tháng 10 năm 2002 theo Isonoe, một trong những Danaïdes trong thần thoại Hy Lạp và là người yêu của thần Zeus (Jupiter).
Isonoe thuộc nhóm Carme, được tạo thành từ các vệ tinh dị hình quay ngược hướng quanh Sao Mộc ở khoảng cách từ 23 đến 24 Gm và ở độ nghiêng khoảng 165°.